# Selago glabrata
Selago glabrata är en flenörtsväxtart som beskrevs av Jacques Denys Denis Choisy. Selago glabrata ingår i släktet Selago och familjen flenörtsväxter. Inga underarter finns listade i Catalogue of Life.